# Papoea-Nieuw-Guinea op de Olympische Zomerspelen 1988
Papoea-Nieuw-Guinea nam deel aan de Olympische Zomerspelen 1988 in Seoel, Zuid-Korea. Het was de derde deelname van het land en net zoals bij hun vorige deelnames werden er geen medailles gewonnen.

## Deelnemers en resultaten

### Atletiek
| Olympiër        | Discipline    | Resultaat | Prestatie |
| --------------- | ------------- | --------- | --- |
| John Hou        | 100m (m)      | 82e       | serie 4: 7de in 10,96 |
| Takale Tuna     | 200m (m)      | 53e       | serie 2: 7de in 21,95 |
| Takale Tuna     | 400m (m)      | 32e       | serie 6: 3de in 47,87 kwartfinale 3: 8ste in 47,48 |
| Johnd Siguria   | 800m (m)      | 63e       | serie 4: 8ste in 1.56,12 |
| Johnd Siguria   | 1500m (m)     | 57e       | serie 3: 15de in 4.07,04 |
| Aaron Dupnai    | 10000m (m)    | 41e       | serie 2: 20ste in 32.50,63 |
| Aaron Dupnai    | marathon (m)  | 75e       | 2:41.47 |
|                 |               |           | |
| Polonie Avek    | 1500m (v)     | 27e       | serie 1: 14de in 4.46,49 |
| Polonie Avek    | 3000m (v)     | DNF       | serie 2: niet gefinisht |
| Iammogapi Launa | zevenkamp (v) | 25e       | 100m horden: 28ste in 16,42 hoogspringen: 28ste met 1,50m kogelstoten: 22ste met 11,78m 200m: 24ste in 26,16 verspringen: 26ste met 4,88m speerwerpen: 3de met 46,38m 800m: 25ste in 2.43,43 totaal: 4566 punten |

### Boksen
| Olympiër          | Discipline  | Resultaat | Prestatie                                              |
| ----------------- | ----------- | --------- | ------------------------------------------------------ |
| Washington Banian | -48kg (m)   | 17e       | 1ste ronde: V van TOG Aguiar: gediskwalificeerd        |
| Jonas Bade        | -63,5kg (m) | 32e       | 1ste ronde: vrij 2de ronde: V van CAN Olson: knock-out |

### Gewichtheffen
| Olympiër      | Discipline  | Resultaat | Prestatie                                                      |
| ------------- | ----------- | --------- | -------------------------------------------------------------- |
| Pinye Malaibi | -67,5kg (m) | 19e       | trekken: 20ste met 105kg stoten: 20ste met 125kg totaal: 230kg |
| Roger Token   | -75kg (m)   | 20e       | trekken: 21ste met 110kg stoten: 20ste met 145kg totaal: 255kg |

### Zeilen
| Olympiër    | Discipline     | Resultaat | Prestatie                          |
| ----------- | -------------- | --------- | ---------------------------------- |
| Graham Numa | divisie II (m) | 44e       | 301 punten: (42-39-42-41-20-42-34) |

Afghanistan · Algerije · Amerikaanse Maagdeneilanden · Amerikaans-Samoa · Andorra · Angola · Antigua en Barbuda · Argentinië · Aruba · Australië · Bahama’s · Bahrein · Bangladesh · Barbados · België · Belize · Benin · Bermuda · Bhutan · Birma · Bolivia · Bondsrepubliek Duitsland · Botswana · Brazilië · Britse Maagdeneilanden · Brunei · Bulgarije · Burkina Faso · Canada · Centraal-Afrikaanse Republiek · Chili · China · Chinees Taipei · Colombia · Congo-Brazzaville · Cookeilanden · Costa Rica · Cyprus · Denemarken · Djibouti · Dominicaanse Republiek · Duitse Democratische Republiek · Ecuador · Egypte · El Salvador · Equatoriaal-Guinea · Fiji · Filipijnen · Finland · Frankrijk · Gabon · Gambia · Ghana · Grenada · Griekenland · Groot-Brittannië · Guam · Guatemala · Guinee · Guyana · Haïti · Honduras · Hongarije · Hongkong · Ierland · IJsland · India · Indonesië · Irak · Iran · Israël · Italië · Ivoorkust · Jamaica · Japan · Joegoslavië · Jordanië · Kaaimaneilanden · Kameroen · Kenia · Koeweit · Laos · Lesotho · Libanon · Liberia · Libië · Liechtenstein · Luxemburg · Malawi · Malediven · Maleisië · Mali · Malta · Marokko · Mauritanië · Mauritius · Mexico · Monaco · Mongolië · Mozambique · Nederland · Nederlandse Antillen · Nepal · Nieuw-Zeeland · Niger · Nigeria · Noord-Jemen · Noorwegen · Oeganda · Oman · Oostenrijk · Pakistan · Panama · Papoea-Nieuw-Guinea · Paraguay · Peru · Polen · Portugal · Puerto Rico · Qatar · Roemenië · Rwanda · Saint Vincent en de Grenadines · Salomonseilanden · Samoa · San Marino · Saoedi-Arabië · Senegal · Sierra Leone · Singapore · Soedan · Somalië · Sovjet-Unie · Spanje · Sri Lanka · Suriname · Swaziland · Syrië · Tanzania · Thailand · Togo · Tonga · Trinidad en Tobago · Tsjaad · Tsjecho-Slowakije · Tunesië · Turkije · Uruguay · Vanuatu · Venezuela · Verenigde Arabische Emiraten · Verenigde Staten · Vietnam · Zaïre · Zambia · Zimbabwe · Zuid-Jemen · Zuid-Korea · Zweden · Zwitserland